# شركة نفط ذي قار
شركة نفط ذي قار هي شركة نفطية عراقية تعمل في مجال اكتشاف النفط واستخراجه وتشغيل آباره وإدارتها، نطاقها في محافظة ذي قار، انبثقت شركة نفط ذي قار من شركة نفط الجنوب سنة 2016، وبدأ رأسمال شركة نفط ذي قار ب42 مليون دولار أمريكي، وتسلّمت منذئذٍ إدارة أربعة حقول نفطية في ذي قار. تدير الشركة 4 أربعة حقول، حقل صبة، وحقل الغراف، وحقل الناصرية.